# Gran Premi del Japó del 2022
El Gran Premi del Japó de Fórmula 1, la divuitena cursa de la temporada 2022 s'ha disputat al Circuit de Suzuka, a Suzuka entre els dies 7 al 9 d'octubre del 2022.

## Qualificació
La qualificació fou realitzada el dia 8 d'octubre.
| Pos.               | Nº | Pilot            | Equip/Motor           | Part 1   | Part 2   | Part 3   | Graella |
| ------------------ | -- | ---------------- | --------------------- | -------- | -------- | -------- | ------- |
| 1                  | 1  | Max Verstappen   | Red Bull-RBPT         | 1:30.224 | 1:30.346 | 1:29.304 | 1       |
| 2                  | 16 | Charles Leclerc  | Ferrari               | 1:30.402 | 1:30.486 | 1:29.314 | 2       |
| 3                  | 55 | Carlos Sainz Jr. | Ferrari               | 1:30.336 | 1:30.444 | 1:29.361 | 3       |
| 4                  | 11 | Sergio Pérez     | Red Bull-RBPT         | 1:30.622 | 1:29.925 | 1:29.709 | 4       |
| 5                  | 31 | Esteban Ocon     | Alpine-Renault        | 1:30.696 | 1:30.357 | 1:30.165 | 5       |
| 6                  | 44 | Lewis Hamilton   | Mercedes              | 1:30.906 | 1:30.443 | 1:30.261 | 6       |
| 7                  | 14 | Fernando Alonso  | Alpine-Renault        | 1:30.603 | 1:30.343 | 1:30.322 | 7       |
| 8                  | 63 | George Russell   | Mercedes              | 1:30.865 | 1:30.465 | 1:30.389 | 8       |
| 9                  | 5  | Sebastian Vettel | Aston Martin-Mercedes | 1:31.256 | 1:30.656 | 1:30.554 | 9       |
| 10                 | 4  | Lando Norris     | McLaren-Mercedes      | 1:30.881 | 1:30.473 | 1:31.003 | 10      |
| 11                 | 3  | Daniel Ricciardo | McLaren-Mercedes      | 1:30.880 | 1:30.659 |          | 11      |
| 12                 | 77 | Valtteri Bottas  | Alfa Romeo-Ferrari    | 1:31.226 | 1:30.709 |          | 12      |
| 13                 | 22 | Yuki Tsunoda     | AlphaTauri-RBPT       | 1:31.130 | 1:30.808 |          | 13      |
| 14                 | 24 | Guanyu Zhou      | Alfa Romeo-Ferrari    | 1:30.894 | 1:30.953 |          | 14      |
| 15                 | 47 | Mick Schumacher  | Haas-Ferrari          | 1:31.152 | 1:31.439 |          | 15      |
| 16                 | 23 | Alexander Albon  | Williams-Mercedes     | 1:31.311 |          |          | 16      |
| 17                 | 10 | Pierre Gasly     | AlphaTauri-RBPT       | 1:31.322 |          |          | PL      |
| 18                 | 20 | Kevin Magnussen  | Haas-Ferrari          | 1:31.352 |          |          | 17      |
| 19                 | 18 | Lance Stroll     | Aston Martin-Mercedes | 1:31.419 |          |          | 18      |
| 20                 | 6  | Nicholas Latifi  | Williams-Mercedes     | 1:31.511 |          |          | 191     |
| 107%Temps:1:36.539 |    |                  |                       |          |          |          |         |
| Font:              |    |                  |                       |          |          |          |         |

Notes
- ^1  – Nicholas Latifi va ser penalitzat en cinc llocs a la graella per haver provocat una col·lisió amb Guanyu Zhou a la cursa anterior.

## Resultats de la cursa

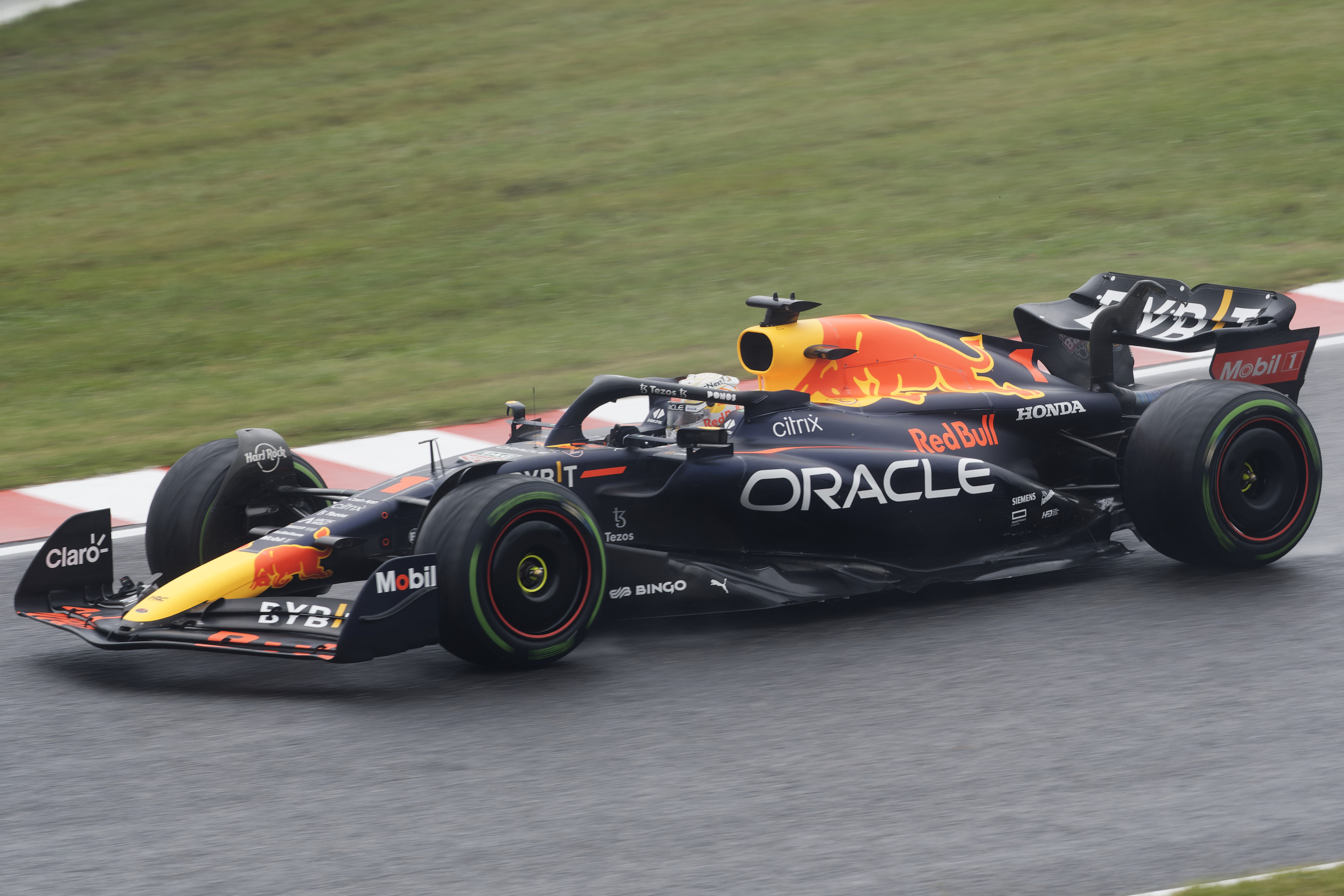
Max Verstappen va guanyar la cursa i el seu segon títol mundial en la categoria.

La cursa fou realitzada el dia 9 d'octubre.
| Pos.                                                                        | Nº | Pilot            | Equip/Motor           | Voltes1 | Temps/Retirada | Graella | Punts |
| --------------------------------------------------------------------------- | -- | ---------------- | --------------------- | ------- | -------------- | ------- | ----- |
| 1                                                                           | 1  | Max Verstappen   | Red Bull-RBPT         | 28      | 3:01:44.004    | 1       | 25    |
| 2                                                                           | 11 | Sergio Pérez     | Red Bull-RBPT         | 28      | +27.066        | 4       | 18    |
| 3                                                                           | 16 | Charles Leclerc  | Ferrari               | 28      | +31.7632       | 2       | 15    |
| 4                                                                           | 31 | Esteban Ocon     | Alpine-Renault        | 28      | +39.685        | 5       | 12    |
| 5                                                                           | 44 | Lewis Hamilton   | Mercedes              | 28      | +40.326        | 6       | 10    |
| 6                                                                           | 5  | Sebastian Vettel | Aston Martin-Mercedes | 28      | +46.358        | 9       | 8     |
| 7                                                                           | 14 | Fernando Alonso  | Alpine-Renault        | 28      | +46.369        | 7       | 6     |
| 8                                                                           | 63 | George Russell   | Mercedes              | 28      | +47.661        | 8       | 4     |
| 9                                                                           | 6  | Nicholas Latifi  | Williams-Mercedes     | 28      | +1:10.143      | 19      | 2     |
| 10                                                                          | 4  | Lando Norris     | McLaren-Mercedes      | 28      | +1:10.782      | 10      | 1     |
| 11                                                                          | 3  | Daniel Ricciardo | McLaren-Mercedes      | 28      | +1:12.877      | 11      |       |
| 12                                                                          | 18 | Lance Stroll     | Aston Martin-Mercedes | 28      | +1:13.940      | 18      |       |
| 13                                                                          | 22 | Yuki Tsunoda     | AlphaTauri-RBPT       | 28      | +1:15.559      | 13      |       |
| 14                                                                          | 20 | Kevin Magnussen  | Haas-Ferrari          | 28      | +1:26.016      | 17      |       |
| 15                                                                          | 77 | Valtteri Bottas  | Alfa Romeo-Ferrari    | 28      | +1:26.496      | 12      |       |
| 16                                                                          | 24 | Guanyu Zhou      | Alfa Romeo-Ferrari    | 28      | +1:27.043      | 14      | 3     |
| 17                                                                          | 47 | Mick Schumacher  | Haas-Ferrari          | 28      | +1:32.523      | 15      |       |
| 18                                                                          | 10 | Pierre Gasly     | AlphaTauri-RBPT       | 28      | +1:48.9914     | PL      |       |
| Ret                                                                         | 23 | Alexander Albon  | Williams-Mercedes     | 0       | Motor          | 16      |       |
| Ret                                                                         | 55 | Carlos Sainz Jr. | Ferrari               | 0       | Accident       | 3       |       |
| Volta ràpida: — Guanyu Zhou (Alfa Romeo-Ferrari) – 1:44.411 (a la volta 20) |    |                  |                       |         |                |         |       |
| Font:                                                                       |    |                  |                       |         |                |         |       |

Notes
- ^1  – La distància de la cursa estava programada inicialment per completar-se en 53 voltes abans d'escurçar-se a causa del temps màxim de cursa assolit.
- ^2  – Charles Leclerc va finalitzar en segon, tanmateix, va ser penalitzat en cinc segons per avançar fora de la pista i obtenir avantatge, baixant així al tercer lloc.
- ^3  – Guanyu Zhou va fer la volta ràpida, però com que no estava a la zona de pontuació, no va anotar punts.
- ^4  – Pierre Gasly va ser penalitzat en 20 segons per excessiva velocitat sota bandera vermella.
- Max Verstappen guanya la cursa i amb la penalització de Charles Leclerc, que va baixar del segon al tercer lloc, l'holandès s'torna campió del món de Fórmula 1 per segon any consecutiu.

## Classificació després de la cursa
| Pos. | Pilot            | Punts | Canvis |
| ---- | ---------------- | ----- | ------ |
| 1    | Max Verstappen   | 341   | =      |
| 2    | Sergio Pérez     | 253   | 1      |
| 3    | Charles Leclerc  | 252   | 1      |
| 4    | George Russell   | 207   | =      |
| 5    | Carlos Sainz Jr. | 202   | =      |

| Pos. | Constructor      | Punts | Canvis |
| ---- | ---------------- | ----- | ------ |
| 1    | Red Bull-Honda   | 619   | =      |
| 2    | Ferrari          | 454   | =      |
| 3    | Mercedes         | 387   | =      |
| 4    | Alpine-Renault   | 143   | 1      |
| 5    | McLaren-Mercedes | 130   | 1      |